# Living Legend: Certified D-Boy
Living Legend: Certified D-Boy è un album indipendente del rapper statunitense Master P, pubblicato nel 2005.
| Recensione | Giudizio |
| ---------- | -------- |
| AllMusic   | [ 1 ]    |

## Tracce
1. Shut Your Trap (featuring Krazy and Black) – 4:04
2. Cookie Money (featuring Black) – 3:10
3. Score Money (featuring 504 Boyz) – 3:47
4. I Can't Imagine (featuring Rowdy, Halleluyah & Black) – 4:12
5. Sequal – 2:58
6. Throw Em Up (featuring Black and Michael Blackston) – 5:01
7. Couple Grand (featuring 504 Boyz) – 5:14
8. We Don't Rock (featuring 504 Boyz) – 3:34
9. F**k Boyz (featuring 504 Boyz) – 4:03
10. Keep It Gansta (featuring Halleluyah) – 3:08
11. Ridin Dirty (featuring Rowdy and Playa) – 4:03
12. Division (featuring Black) – 4:05

## Classifiche
| Classifica (2005)         | Posizione massima |
| ------------------------- | ----------------- |
| US Top R&B/Hip-Hop Albums | 98                |